# Torgny Segerstedt
Torgny Karl Segerstedt (Karlstad, 1 de noviembre de 1876 – 31 de marzo de 1945) fue un estudioso sueco de la Religión comparada. Más tarde, fue editor en jefe del periódico Göteborgs Handels - och Sjöfartstidning entre 1917 y 1945. 

## Biografía
Torgny Segerstedt nació en Karlstad, provincia de Värmland, el 1 de noviembre de 1876. Era hijo del profesor y publicista Albrekt Segerstedt (1844-1894) y Fredrika Sofía Bohman. Obtuvo el grado en Teología por la Universidad de Lund en 1901, y en 1903 se convirtió en profesor de Teología y de Historia de las religiones. Fue profesor de Teología en la Universidad de Lund entre 1904 y 1912; y profesor de Historia de las religiones en la Universidad de Estocolmo entre 1913 y 1917.
Torgny Segerstedt se casó con una joven noruega, Augusta Wilhelmina Synnestvedt, en 1905. Sus hijos fueron el filósofo y sociólogo Torgny (T:son) Segerstedt (1908-1999), y la periodista y política Ingrid Segerstedt Wiberg (1911-2010).

## La última sentencia
Torgny Segerstedt es el tema de la película sueca de 2012 La última sentencia, dirigida por Jan Troell.